# Grand Prix automobile des États-Unis 2003
GP précédent GP suivant
Le Grand Prix automobile des États-Unis 2003 (2003 United States Grand Prix), disputé le 28 septembre 2003 sur l'Indianapolis Motor Speedway, est la 712e épreuve de l'histoire du championnat du monde de Formule 1 courue depuis 1950, et la quinzième manche du championnat 2003.

## Classement

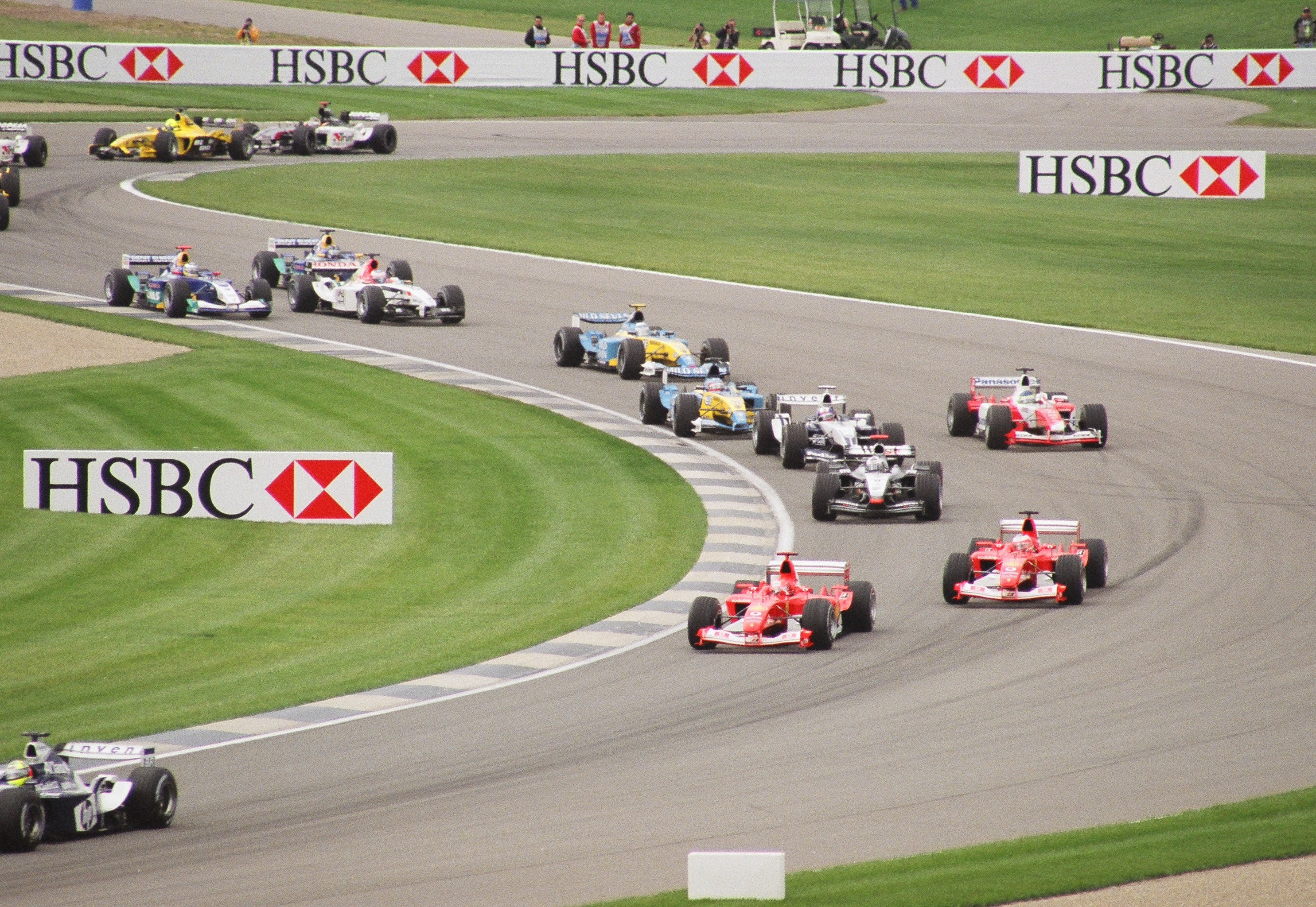
La meute des F1 à Indy en 2003.

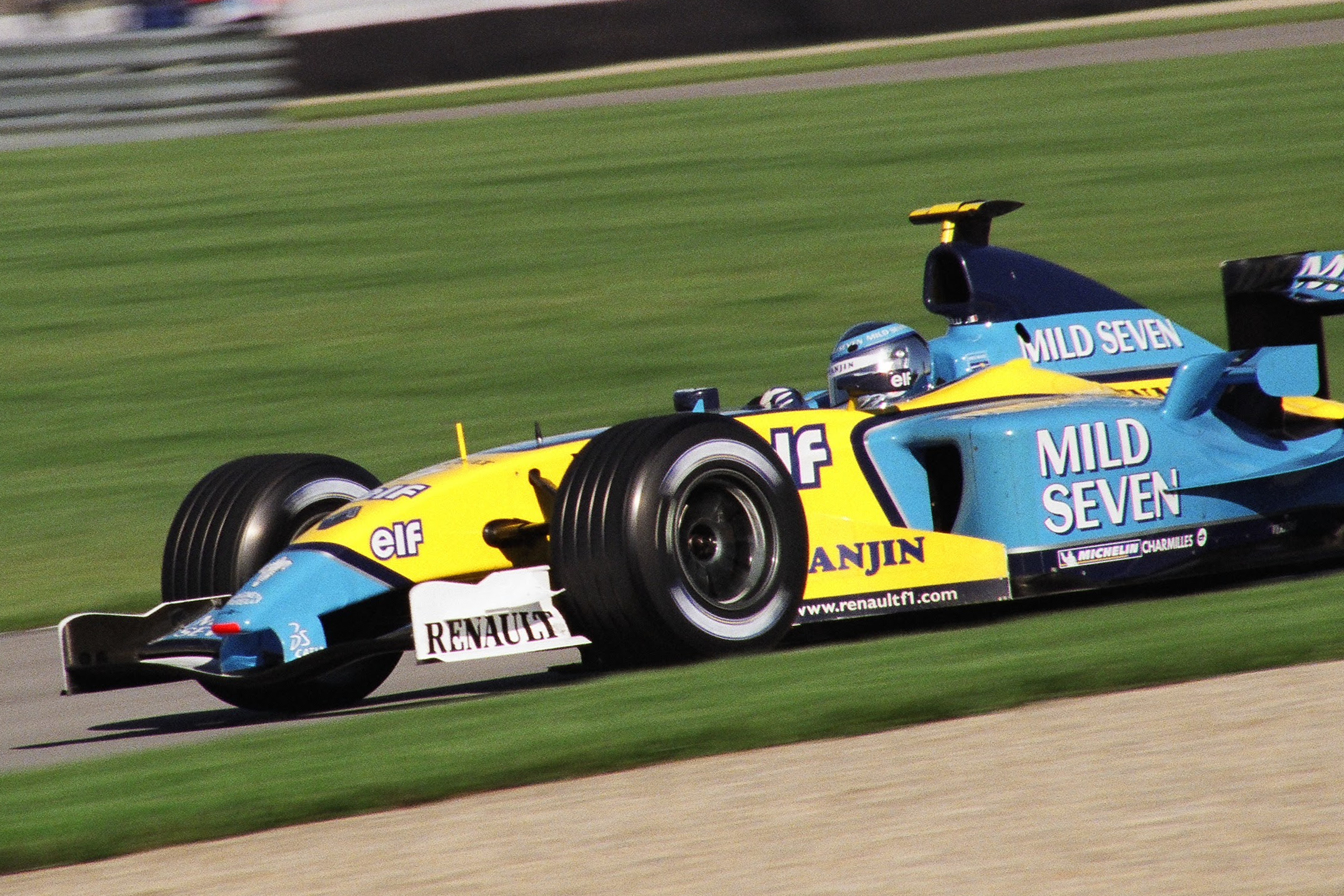
Jarno Trulli sur Renault à Indy en 2003.

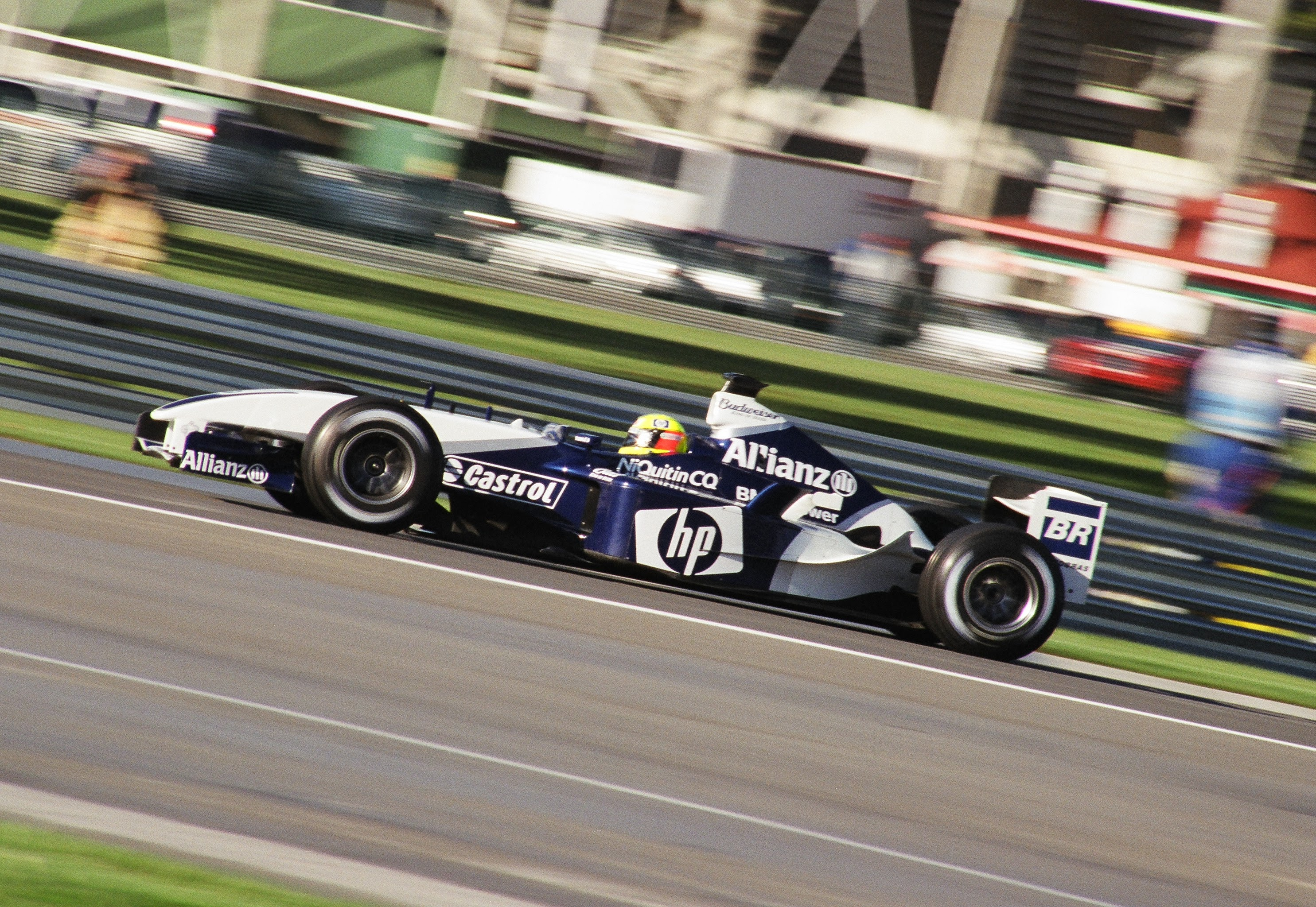
Ralf Schumacher sur Williams à Indy en 2003.

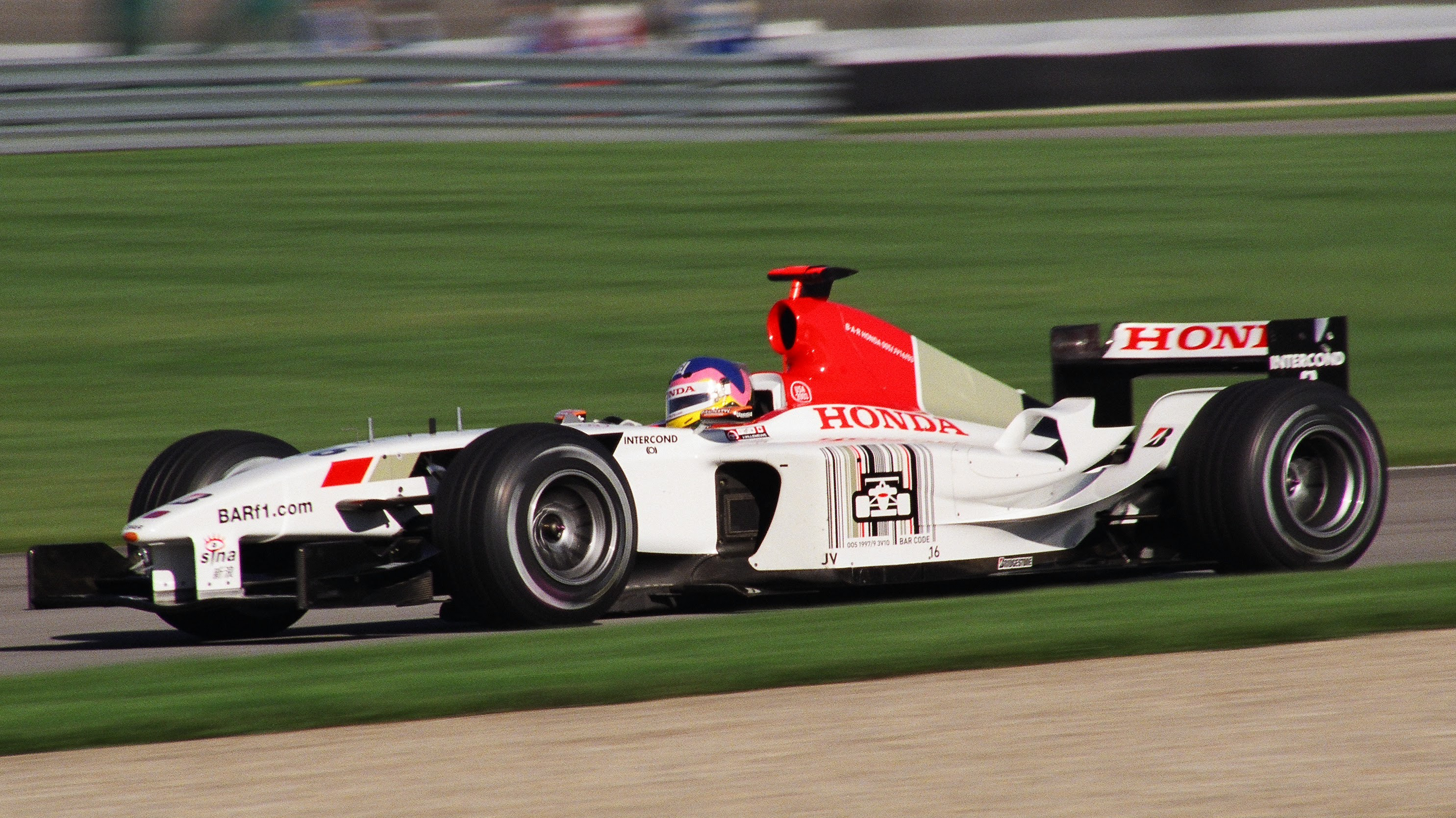
Jacques Villeneuve sur BAR à Indy en 2003.

| Pos  | N° | Pilote                | Écurie           | Tours | Temps/Abandon                      | Grille | Points |
| ---- | -- | --------------------- | ---------------- | ----- | ---------------------------------- | ------ | ------ |
| 1    | 1  | Michael Schumacher    | Ferrari          | 73    | 1 h 33 min 35 s 997 (196,164 km/h) | 7      | 10     |
| 2    | 6  | Kimi Räikkönen        | McLaren-Mercedes | 73    | + 18 s 258                         | 1      | 8      |
| 3    | 10 | Heinz-Harald Frentzen | Sauber-Petronas  | 73    | + 37 s 964                         | 15     | 6      |
| 4    | 7  | Jarno Trulli          | Renault          | 73    | + 48 s 329                         | 10     | 5      |
| 5    | 9  | Nick Heidfeld         | Sauber-Petronas  | 73    | + 56 s 403                         | 13     | 4      |
| 6    | 3  | Juan Pablo Montoya    | Williams-BMW     | 72    | + 1 tour                           | 4      | 3      |
| 7    | 11 | Giancarlo Fisichella  | Jordan-Ford      | 72    | + 1 tour                           | 17     | 2      |
| 8    | 15 | Justin Wilson         | Jaguar-Cosworth  | 71    | + 2 tours                          | 16     | 1      |
| 9    | 21 | Cristiano da Matta    | Toyota           | 71    | + 2 tours                          | 9      |        |
| 10   | 19 | Jos Verstappen        | Minardi-Cosworth | 69    | + 4 tours                          | 19     |        |
| 11   | 18 | Nicolas Kiesa         | Minardi-Cosworth | 69    | + 4 tours                          | 20     |        |
| Abd. | 16 | Jacques Villeneuve    | BAR-Honda        | 63    | Moteur                             | 12     |        |
| Abd. | 12 | Ralph Firman          | Jordan-Ford      | 48    | Sortie de piste                    | 18     |        |
| Abd. | 5  | David Coulthard       | McLaren-Mercedes | 45    | Boîte de vitesses                  | 8      |        |
| Abd. | 8  | Fernando Alonso       | Renault          | 44    | Moteur                             | 6      |        |
| Abd. | 17 | Jenson Button         | BAR-Honda        | 41    | Moteur                             | 11     |        |
| Abd. | 20 | Olivier Panis         | Toyota           | 27    | Sortie de piste                    | 3      |        |
| Abd. | 14 | Mark Webber           | Jaguar-Cosworth  | 21    | Sortie de piste                    | 14     |        |
| Abd. | 4  | Ralf Schumacher       | Williams-BMW     | 21    | Sortie de piste                    | 5      |        |
| Abd. | 2  | Rubens Barrichello    | Ferrari          | 2     | Accident                           | 2      |        |

## Pole position et record du tour
- Pole position : Kimi Räikkönen en 1 min 11 s 670
- Tour le plus rapide : Michael Schumacher en 1 min 11 s 473 au 13e tour.

## Tours en tête
- Kimi Räikkönen : 18 (1-18)
- Michael Schumacher : 36 (19 / 38-47 / 49-73)
- Mark Webber : 2 (20-21)
- David Coulthard : 1 (22)
- Jenson Button : 15 (23-37)
- Heinz-Harald Frentzen : 1 (48)

## Statistiques
- 70e victoire pour Michael Schumacher.
- 166e victoire pour Ferrari en tant que constructeur.
- 166e victoire pour Ferrari en tant que motoriste.
- 18e et dernier podium de Heinz-Harald Frentzen, son premier depuis le Grand Prix des États-Unis 2000 alors qu'il courait pour Jordan.
- 1er et unique point pour Justin Wilson en Formule 1.